# Ríos Ega-Urederra
Ríos Ega-Urederra este o arie protejată (arie specială de conservare — SAC, sit de importanță comunitară — SCI) din Spania întinsă pe o suprafață de 531,49 ha, integral pe uscat.

## Localizare
Centrul sitului Ríos Ega-Urederra este situat la coordonatele 42°39′01″N 2°10′29″W / 42.6504°N 2.1746°V.

## Înființare
Situl Ríos Ega-Urederra a fost declarat sit de importanță comunitară în martie 1999 pentru a proteja 1 specie de plante și 22 de specii de animale. Situl a fost protejat și ca arie specială de conservare în martie 2017.

## Biodiversitate
Situată în ecoregiunile atlantică și mediteraneană, aria protejată conține 16 habitate naturale: Pante stâncoase calcaroase cu vegetație casmofită, Liziere de ierburi înalte hidrofile de câmpie și de nivel montan până la alpin, Păduri iberice de Quercus faginea și Quercus canariensis, Pajiști alpine și subalpine calcaroase, Păduri de fag din Europa Centrală dezvoltate pe sol calcaros cu Cephalanthero-Fagion, Păduri de Quercus ilex și Quercus rotundifolia, Izvoare petrifiante cu formare de travertin (Cratoneurion), Grohotișuri termofile și vest-mediteraneene, Lacuri eutrofice naturale cu vegetație de tip Magnopotamion sau Hydrocharition, Păduri aluvionare cu Alnus glutinosa și Fraxinus excelsior (Alno-Padion, Alnion incanae, Salicion albae), Cursuri de apă de la nivel de câmpie la nivel montan, cu vegetație Ranunculion fluitantis și Callitricho-Batrachion, Matorral arborescenți cu Laurus nobilis, Peșteri inaccesibile publicului, Lande oro-mediteraneene cu formațiuni endemice de grozamă, Râuri de munte și vegetația lor lemnoasă cu Salix elaeagnos, Galerii de Salix alba și de Populus alba.
La baza desemnării sitului se află mai multe specii protejate:
- plante (1): Narcissus asturiensis
- păsări (11): pescăruș albastru (Alcedo atthis), mierla de apă (Cinclus cinclus), șoim călător (Falco peregrinus), zăgan (Gypaetus barbatus), vulturul pleșuv sur (Gyps fulvus), acvilă pitică (Hieraaetus pennatus), gaia neagră (Milvus migrans), gaia roșie (Milvus milvus), vultur egiptean (Neophron percnopterus), Pyrrhocorax pyrrhocorax, lăstun de mal (Riparia riparia)
- mamifere (6): castor (Castor fiber), vidră de râu (Lutra lutra), nurcă (Mustela lutreola), liliac cărămiziu (Myotis emarginatus), liliacul mare cu potcoavă (Rhinolophus ferrumequinum), liliacul mic cu potcoavă (Rhinolophus hipposideros)
- nevertebrate (2): Coenagrion mercuriale, Euplagia quadripunctaria
- pești (3): Achondrostoma arcasii, Cobitis calderoni, Parachondrostoma miegii

Pe lângă speciile protejate, pe teritoriul sitului au mai fost identificate 3 specii de plante, 2 specii de amfibieni, 1 specie de mamifere, 1 specie de nevertebrate, 1 specie de pești, 2 specii de reptile.